# Vegacerneja
Vegacerneja es una pedanía del municipio de Burón (Montaña de Riaño) en la provincia de León, comunidad autónoma de Castilla y León, España.
Situada en el valle que forma la unión de los ríos Tuerto y Orza, se ve afectado parcialmente por el Embalse de Riaño en cuya construcción fueron destruidos ocho pueblos vecinos —Anciles, Burón, Éscaro, Huelde, La Puerta, Pedrosa del Rey, Riaño y Salio—.
Se encuentra dentro del denominado Parque Regional Montaña de Riaño y Mampodre.

## Evolución demográfica
| 2000 | 2001 | 2002 | 2003 | 2004 | 2005 | 2006 | 2007 | 2008 | 2009 | 2010 | 2011 | 2017 | 2021 |
| 63   | 62   | 61   | 58   | 57   | 56   | 55   | 55   | 52   | 57   | 52   | 50   | 45   | 40   |

## Entorno natural
El pico Pandián o Redondo es un magnífico mirador de una gran extensión de terreno. En la misma dirección sudeste se encuentra el Alto el Burro que divide los términos de los municipios de Burón, Boca de Huérgano y Riaño.

## Historia

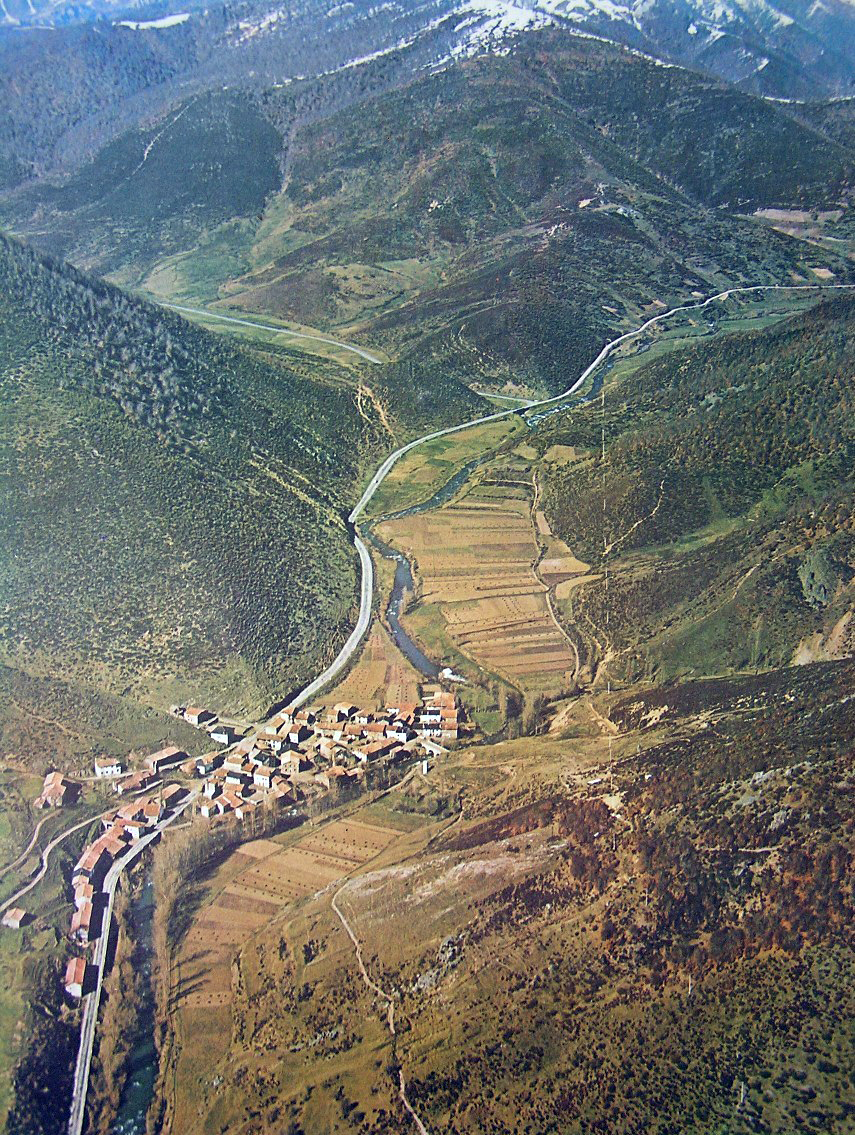
Imagen Panorámica de Vegacerneja en 1972, localidad de la montaña leonesa de Riaño. Es una de las poblaciones anegadas por las aguas del embalse.

Por documentos del monasterio de Sahagún, sabemos que Vegacerneja ya existía en el siglo X con el nombre de Sarlenia. Probablemente, su origen esté en el castro situado en las proximidades del monte del Corro. La iglesia parroquial fue construida en el siglo XVI. En el retablo central, barroco, destaca la imagen de Santa Águeda. En la restauración llevada a cabo recientemente han aparecido pinturas murales del mismo estilo popular que las encontradas en la ermita de Nuestra Señora del Rosario de Riaño.

## Tradiciones
Se conserva mucha afición al juego de bolo leonés en la modalidad de bola cacha.

## Enlaces de interés
- Montaña de Riaño

- Datos: Q6159939
- Multimedia: Vegacerneja / Q6159939